# Conquista de la Sierra
Conquista de la Sierra település Spanyolországban, Cáceres tartományban. Conquista de la Sierra Abertura, Santa Cruz de la Sierra, Herguijuela, Garciaz és Zorita községekkel határos. Lakosainak száma 183 fő (2024).

## Népesség
A település népessége az elmúlt években az alábbi módon változott:
| Lakosok száma | 215  | 226  | 220  | 210  | 212  | 202  | 187  | 185  | 192  | 183  |
|               | 2001 | 2004 | 2006 | 2009 | 2011 | 2014 | 2016 | 2019 | 2021 | 2024 |